# Velký diamant

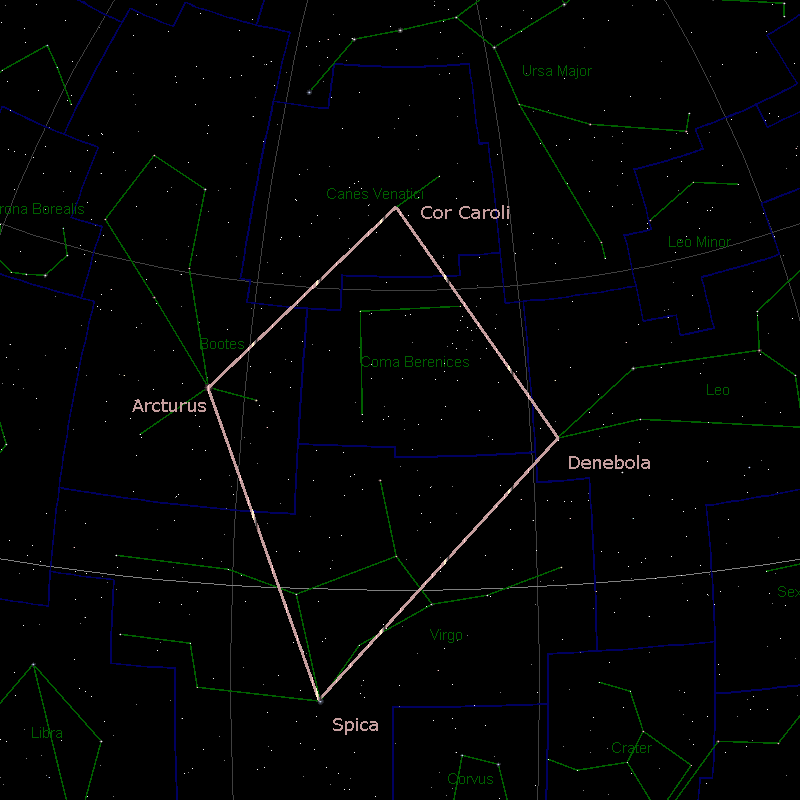
Velký diamant

Velký diamant je asterismus. Skládá se z hvězd Cor Caroli (v souhvězdí Honicích psů), Denebola (ocas souhvězdí Lva), Spika (Panna) a Arcturus (Pastýř). Je trochu větší než asterismus Velký vůz.
Uvnitř Velkého diamantu leží hvězdy, které se označují jako souhvězdí Vlasy Bereniky. Mnohé blízké galaxie, včetně kupy galaxií v Panně, se nacházejí uvnitř tohoto asterismu, přičemž některé z nich mohou být snadno pozorovatelné i amatérskými dalekohledy.